# Shadrack Ramoni
Shadrack Ramoni (ur. 5 maja 1988) – salomoński piłkarz grający na pozycji bramkarza. Jest wychowankiem klubu Koloale FC.

## Kariera klubowa
Karierę piłkarską Ramoni rozpoczął w klubie Koloale FC. W jego barwach zadebiutował w 2008 roku w pierwszej lidze Wysp Salomona. W latach 2010 i 2011 wywalczył z Koloale dwa tytuły mistrza Wysp Salomona.

## Kariera reprezentacyjna
W reprezentacji Wysp Salomona Ramoni zadebiutował w 2011 roku. W 2012 roku zagrał w Pucharze Narodów Oceanii 2012. Z Wyspami Salomona zajął czwarte miejsce na tym turnieju. Był na nim rezerwowym bramkarzem swojej reprezentacji dla Felixa Raya i rozegrał na nim dwa mecze.